# Хронологія світових рекордів з бігу на 5000 метрів серед жінок
Світові рекорди з бігу на 5000 метрів визнаються Світовою легкою атлетикою з-поміж результатів, показаних на відповідній дистанції на біговій доріжці стадіону, за умови дотримання встановлених вимог.
Світові рекорди з бігу на 5000 метрів серед жінок фіксуються з 1982 року.

## Хронологія рекордів
| Результат                             | Атлет                       | Місто змагань | Дата змагань | Примітки      | Відео            |
| ------------------------------------- | --------------------------- | ------------- | ------------ | ------------- | ---------------- |
| 15.14,51                              | Пола Фадж Велика Британія   | Нарвік        | 13.09.1981   |               |                  |
| 15.13,22                              | Енн Одейн Нова Зеландія     | Окленд        | 17.03.1982   |               |                  |
| 15.08,26                              | Мері Тебб США               | Юджин         | 05.06.1982   |               |                  |
| 14.58,89                              | Інгрід Крістіансен Норвегія | Осло          | 28.06.1984   | [ 1 ]         |                  |
| 14.48,07                              | Золя Бадд Велика Британія   | Лондон        | 26.08.1985   |               |                  |
| 14.58,89                              | Інгрід Крістіансен Норвегія | Стокгольм     | 05.08.1986   |               |                  |
| 14.36,45                              | Фернанда Рібейру Португалія | Хехтель       | 22.07.1995   |               |                  |
| 14.31,27                              | Дун Яньмей КНР              | Шанхай        | 21.10.1997   | [ 2 ]         |                  |
| 14.28,09                              | Бо Дзян КНР                 | Шанхай        | 23.10.1997   | [ 3 ]         |                  |
| 14.24,68                              | Елван Абейлеґессе Туреччина | Берген        | 11.06.2004   | [ 4 ]         |                  |
| 14.24,53                              | Месерет Дефар Ефіопія       | Нью-Йорк      | 03.06.2006   | [ 5 ]         |                  |
| 14.16,63                              | Месерет Дефар Ефіопія       | Осло          | 15.06.2007   | [ 6 ]         |                  |
| 14.11,15                              | Тірунеш Дібаба Ефіопія      | Осло          | 06.06.2008   | [ 7 ]         | Відео на YouTube |
| 14.06,62                              | Летесенбет Гідей Ефіопія    | Валенсія      | 07.10.2020   | [ 8 ] [ 9 ]   |                  |
| 14.05,20                              | Фейт Кіп'єгон Кенія         | Париж         | 09.06.2023   | [ 10 ] [ 11 ] | Відео на YouTube |
| 14.00,21                              | Гудаф Цегай Ефіопія         | Юджин         | 17.09.2023   | [ 12 ]        | Відео на YouTube |
| 13.58,06                              | Беатріс Чебет Кенія         | Юджин         | 05.07.2025   | [ 13 ]        | Відео на YouTube |
| 0 років, 1 день від дати встановлення |                             |               |              |               |                  |